# Asantola
Asantola is een bestuurslaag in het regentschap Aceh Singkil van de provincie Atjeh, Indonesië. Asantola telt 562 inwoners (volkstelling 2010).
Asantola ligt, samen met de dorpen Haloban (Alaban) en Ujung Sialit op het grootste eiland Tuangku (206 km²) van de  Banyakeilanden.